# Chambry (Aisne)
Chambry ist eine französische Gemeinde mit 831 Einwohnern (Stand 1. Januar 2022) im Département Aisne in der Region Hauts-de-France (vor 2016 Picardie). Sie gehört zum Arrondissement Laon, zum Kanton Laon-1 und zum Gemeindeverband Pays de Laon.

## Geografie
Die Gemeinde Chambry liegt am Fluss Barentons und ist ein nordöstlicher Vorort der Stadt Laon. Weitere Nachbargemeinden sind Barenton-Bugny im Nordwesten und Norden, Samoussy im Nordosten sowie Athies-sous-Laon im Osten und Südosten. Der Fluss Barentons durchquert das Gemeindegebiet. Durch das Gemeindegebiet führt eine ehemalige Römerstraße und die Autoroute A26.

## Bevölkerungsentwicklung
| Jahr                       | 1962 | 1968 | 1975 | 1982 | 1990 | 1999 | 2010 | 2021 |
| Einwohner                  | 415  | 406  | 534  | 749  | 709  | 785  | 718  | 832  |
| Quellen: Cassini und INSEE |      |      |      |      |      |      |      |      |

## Sehenswürdigkeiten

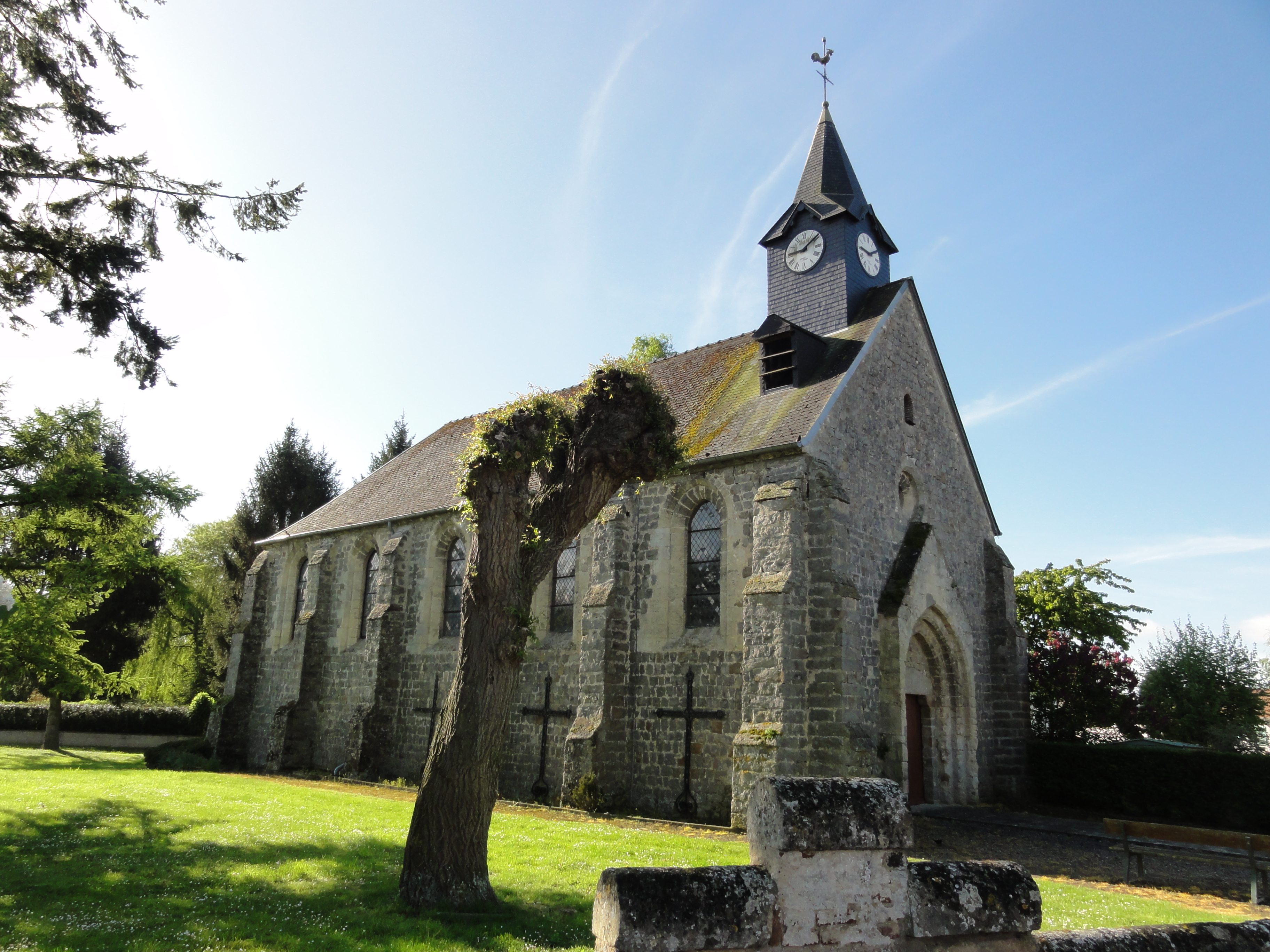
Kirche Saint-Éloi

- Kirche Saint-Éloi